# Felix Alvarado
Felix Alvarado (* 15. Februar 1989 in Managua, Nicaragua, als Felix Pedro Alvarado Sanchez) ist ein nicaraguanischer Profiboxer im Halbfliegengewicht und aktueller Weltmeister der International Boxing Federation (kurz IBF).

## Karriere
Im Jahre 2010 gab Alvarado erfolgreich sein Debüt bei den Profis, er absolvierte insgesamt neun Kämpfe und gewann alle.
Im Jahre 2013 trat er gegen Kazuto Ioka um die WBA-Weltmeisterschaft an und musste seine erste Pleite hinnehmen. In seinem darauffolgenden Fight im darauffolgenden Jahr trat er erneut um den Weltmeistergürtel der WBA an, diesmal im Fliegengewicht gegen Juan Carlos Reveco. Wie bereits in seinem letzten Kampf unterlag Alvarado auch hier durch einstimmige Punktentscheidung.
Ende Oktober des Jahres 2018 errang Alvarado den Weltmeistertitel der Organisation IBF, als er gegen Randy Petalcorin durch T.K.o. in Runde 7 gewann.